# Madraça Miriárabe

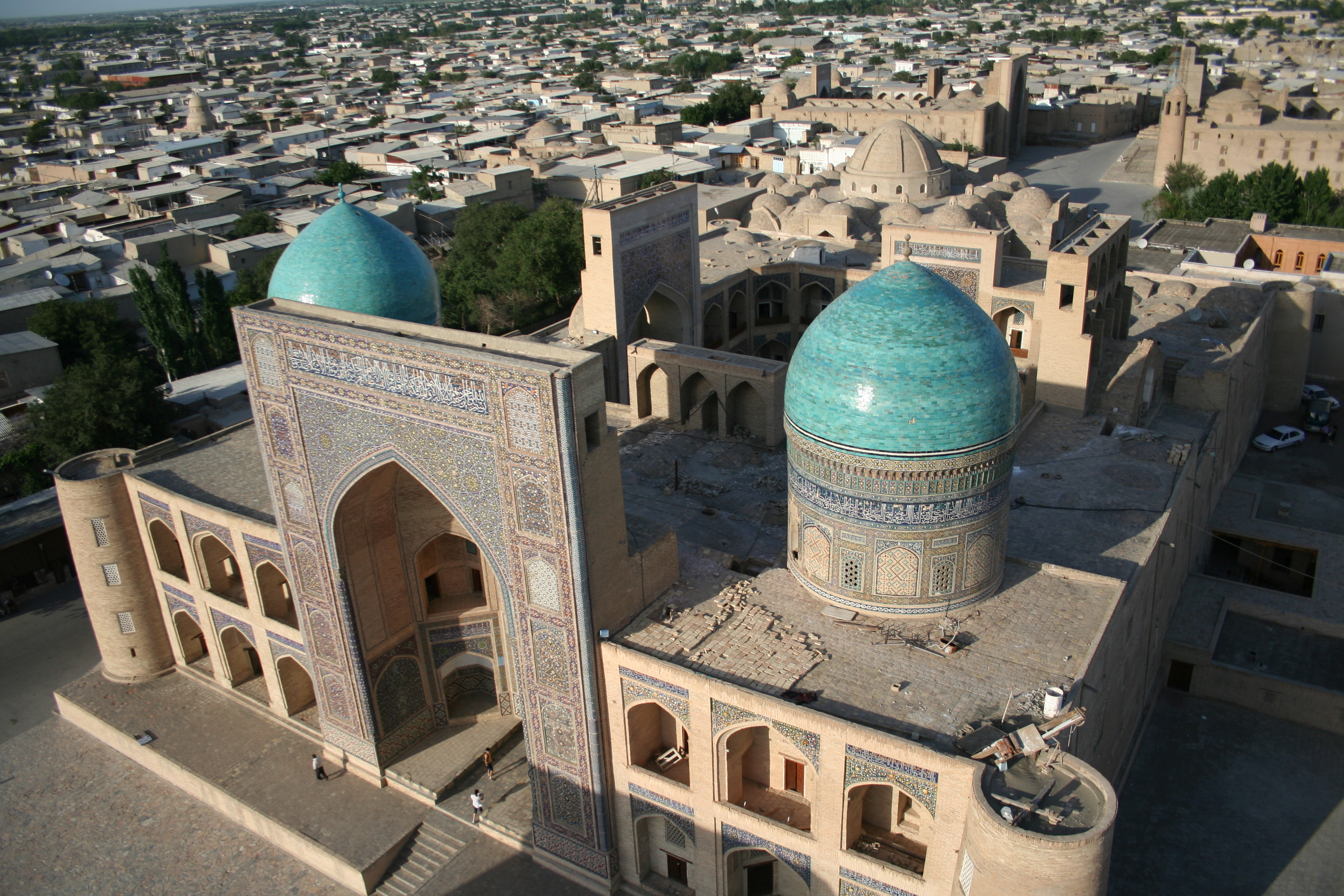
A madraça vista de cima, possivelmente do cimo do Minarete Kalyan

A Madraça Miriárabe ou Madraça Mir-i-Arab é uma madraça (escola islâmica) no centro histórico de Bucara, um sítio classificado como Património Mundial pela UNESCO no Usbequistão. Juntamente com a Mesquita Kalyan e o Minarete Kalyan forma o conjunto monumental histórico Po-i Kalyan (Poi Kalon, Poi-Kalan ou Pā-i Kalān). Foi construída durante o reinado de Ubaide Alá Cã (Ubaid-Allah Shah; r. 1534–1539), o primeiro membro da dinastia xaibânida a fazer de Bucara a capital do estado que ficaria conhecido como Canato de Bucara. O nome da madraça significa "Príncipe dos Árabes" e refere-se ao xeque Abedalá Iamani (Xeikh Abdullah Yamani) do Iémen, conhecido como Mir-i-Arab, que foi pir (mentor espiritual sufista) de vários cãs xaibânidas e está sepultado na madraça.

## História
O xeque sufista Abedalá Iamani ganhou fama entre a comunidade muçulmana do canato xaibânida durante o reinado de Maomé Xaibani (m. 1510), o fundador da dinastia xaibânida. Foi o mentor espiritual dos primeiros xaibânidas e teve uma grande influência sobre Ubaide Alá. Este deixou uma marca significativa na história de Bucara e foi descrito pelos seus contemporâneos como um guerreiro severo, que comandou seis expedições militares devastadoras em Coração. Foi educado no espírito sufista e o seu nome foi-lhe dado pelo seu pai em homenagem a outro xeque famoso, Ubaidulla-khoja Akhror, natural da região de Chache (Tasquente).
Apesar de Bucara ser um entreposto comercial da Rota da Seda, a construção da madraça não foi financiada com taxas sobre esse comércio, mas sim pela venda de 3 000 escravos capturados durante as guerras de Ubaide Alá Cã (Ubaid-Allah Shah) em Coração. Apesar de nenhuma destas suas expedições militares ter resultado em ganhos territoriais a longo prazo, o cã vendeu rapidamente os xiitas que capturou, considerados "infiéis" pelos xaibânidas, que eram sunitas. Isto levou Pierre Chuvin e Gerard Degeorge a comentarem que «[...] foi a própria heresia que financiou a construção de uma escola cuja missão era promover a ortodoxia». O dinheiro ganho com a venda dos escravos foi entregue por Ubaide Alá ao xeque Iamani para que a madraça fosse construída.
Quando foi construída, na década de 1530, os governantes da região já não tinham o hábito de construir túmulos monumentais para si e para a sua família. Ubaide Alá foi sepultado na madraça junto ao xeque Iamani.
Na era soviética a Madraça Miriárabe foi a única instituição de ensino islâmico autorizada funcionar em toda a União Soviética. Entre os seus alunos famosos estão os líderes (muftis) islâmicos do Aayalo-shukur Padshakh-zade (do Azerbaijão), Ratbek Nysanbayuly (do Cazaquistão), Ravil Gaynuddin (da Rússia) e o ex-presidente da Chechénia Akhmad Kadirov, que também foi mufti. Apesar da sua importância, há uma madraça maior do que a Miriárabe em Bucara: a Madraça Kukeldash. Atualmente a madraça funciona ativamente e o pátio interior só ocasionalmente é que é aberto a visitantes.

## Arquitetura
As madraças eram comuns na Transoxiana no século XVI e serviam como "faculdades" islâmicas. Grande parte delas tinham planta retangular e um ivã e um amplo pátio central onde havia quatro ivãs virados para dentro, um conjunto de princípios arquitetónicos originários da Pérsia.
Os arquitetos da Madraça Miriárabe deviam estar familiarizados com numerosos exemplos seus contemporâneos na Ásia Central, como a Madraça Ulugue Begue, construída no início do século XV em Samarcanda, durante o período timúrida, bem como outros exemplares que não chegaram até nós. A Madraça Miriárabe segue os padrões estabelecidos pelos edifícios do mesmo género precedentes da Pérsia e da Ásia Central. O perímetro exterior é 73 por 55 metros e tem um pátio interior com 37 por 33 metros. A fachada de dois pisos está quase completamente coberta com mosaicos de faiança, um tipo de decoração demorado e caro que foi popularizado pela primeira vez durante o reinado de Tamerlão. No entanto, ao contrário da Madraça Ulugue Begue, a qual tem minaretes nos cantos, os cantos da Madraça Miriárabe são atarracados, pesados e muito austeros, o que dá ao monumento uma certa aparência de fortaleza.
No interior da madraça há 114 hujras (pequenas celas com aparência de alvéolos, que eram, e ainda são, usadas como dormitórios de estudantes), tantas quantas o número de suras (capítulos do Alcorão). Há também salas de leitura e um amplo salão com uma grande cúpula no canto noroeste, onde se encontra o cenotáfio do xeque Iamani e, junto a ele, o túmulo de Ubaide Alá Cã, além de outras sepulturas de vários devotos ou membros da família do xeque. No canto sul há uma mesquita com outra cúpula. Ambas as cúpulas são proeminentemente visíveis do exterior, pois assentam em tambores elevados e estão decoradas com azulejos turquesa muito vistosos e com muqarnas.
Do ponto de vista urbanístico, a madraça completa a praça Po-i Kalyan, que em frente à madraça é limitada pela Mesquita Kalyan, construída sensivelmente na mesma altura e que é a segunda ou terceira maior mesquita da Ásia Central. O portal da madraça está exatamente no mesmo eixo do portal da mesquita, mas a base é ligeiramente mais elevada. O Minarete Kalyan, situado ao lado da mesquita homónima, é mais antigo, sendo a única estrutura que chegou à atualidade da mesquita congregacional destruída em 1219 ou 1220 por Gêngis Cã. A construção de dois edifícios monumentais em frente um do outro era uma prática comum nas cidades da Ásia Central e é conhecida como kosh. Há outros exemplos de koshes em Bucara, como por exemplo a Madraça Ulugue Begue (não confundir com a homónima de Samarcanda), a Madraça de Abdulazize Cã e o par de madraças conhecido como Madraça Kosh.